# Jinfeng
Der Stadtbezirk Jinfeng (chinesisch 金凤区, Pinyin Jīnfèng Qū) ist ein Stadtbezirk des Verwaltungsgebiets der bezirksfreien Stadt Yinchuan, der Hauptstadt des Autonomen Gebietes Ningxia der Hui-Nationalität in der Volksrepublik China. Er hat eine Fläche von 353 km² und zählt 643.952 Einwohner (Volkszählung 2020). Sein Regierungssitz ist im Straßenviertel Changchang zhonglu jiedao 长城中路街道.